# Castelo de Maintenon

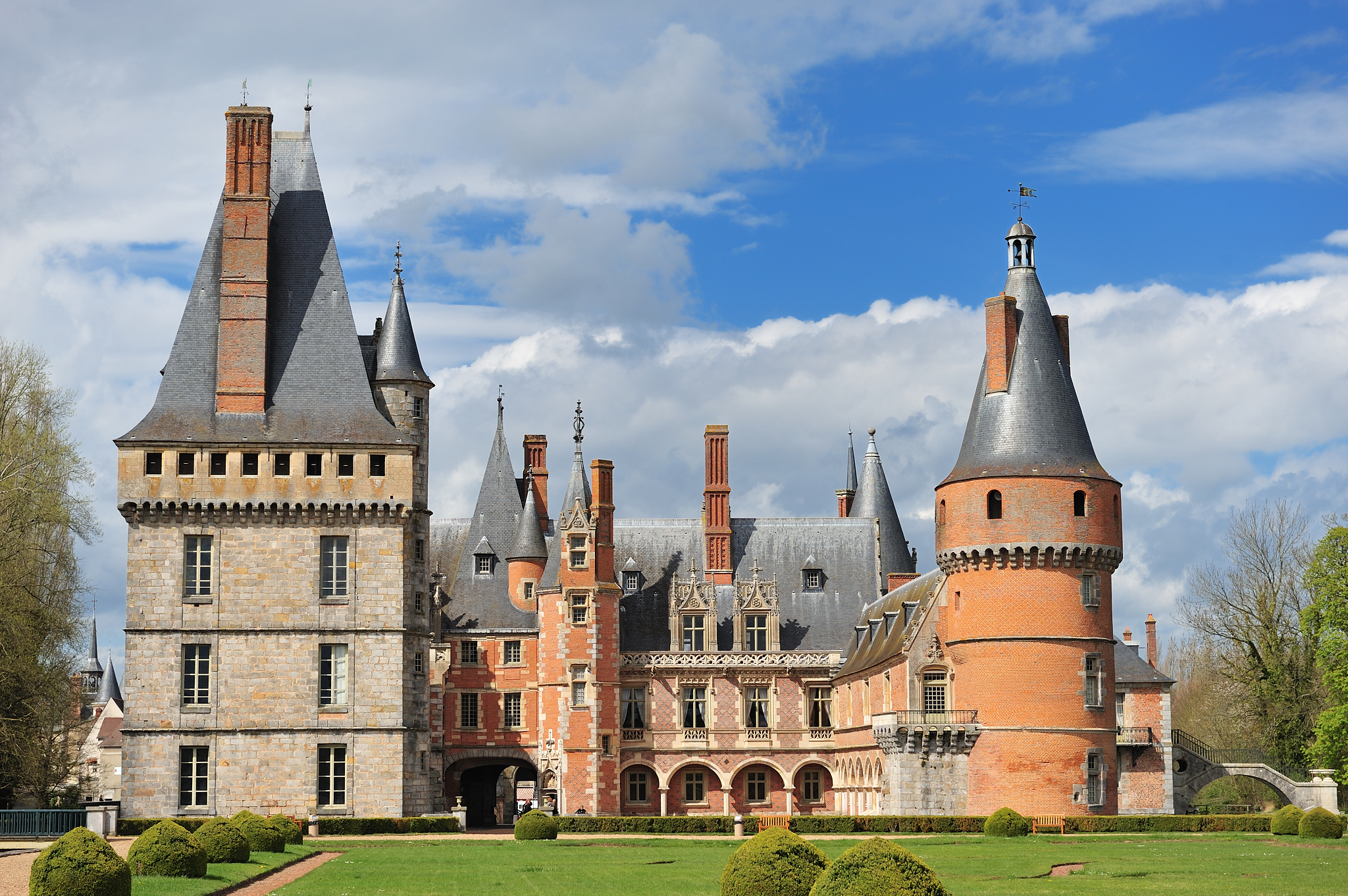
O château de Maintenon

O Château de Maintenon é um palácio rural francês situado na comuna de Maintenon, na região de Eure-et-Loir, França.

## História
A construção do Château de Maintenon ocorreu entre o século XII e o século XVII.
O cárcere quadrado em areia foi construído no século XIII.
Jean Cottereau, tornou-se proprietário do château em 1509, tendo-o embelezado com a construção das alas Norte e Este.
Louis XIV realizou vários trabalhos durante a construção de aqueduto. Fez construir um jardim por André Le Nôtre e aprofundou o canal que passa sob o aqueduto.
Madame de Maintenon fez construir uma ala que lhe serviu de aposentos.
Françoise Marie de Bourbon (1677-1749), conhecida como a Mademoiselle de Blois, nasceu neste palácio, filha ilegítima de Luís XIV de França e da Madame de Montespan.
Foi no Château de Maintenon que Racine escreveu as suas tragédias "Esther et Athalie" para as meninas de Saint-Cyr.

## Jardins
Ao fundo dos jardins subsistem os vestígios do aqueduto que devia alimentar as fontes do parque do Palácio de Versalhes.
O projecto consistia em desviar as águas do Rio Eure, numa obra de 80 km. Uma parte devia ser construída acima do nível da terra. Para as partes com alturas superiores a 60 pés foi decidida a construção de aquedutos. Sébastien Le Prestre de Vauban foi encarregado de efectuar os estudos e os trabalhos.
Em 1685, começou os estudos do aqueduto que iria atravessar o parque do Château de Maintenon. Esta obra deveria ter 47 arcadas no primeiro nível, 195 no segundo e 390 no terceiro. As guerras de Luis XIV iriam, porém, pôr fim aos trabalhos.